# Bob Jungels
Bob Jungels (født 22. september 1992 i Rollingen / Mersch, Luxembourg) er en luxembourgsk landevejscykelrytter, der kører for Ineos Grenadiers.

## Karriere
Han deltog i Tour de France for første gang i 2015, som en del af UCI World Tour holdet Trek Factory Racing, hvor han sluttede på en samlet 27. plads og en 5. plads i ungdomskonkurrencen.
Jungels underskrev kontrakt for Etixx-Quick Step for 2016 og 2017 sæsonerne. Han deltog i Giro d'Italia 2016, hvor han endte på en samlet sjetteplads og vandt ungdomsklassifikationen.
Han har flere gange vundet det luxembourgske mesterskab i både linjeløb og enkeltstart.